# Alexandrinus (madár)
A sándorpapagáj (Alexandrinus) a madarak osztályának papagájalakúak (Psittaciformes) rendjébe, a szakállaspapagáj-félék (Psittaculidae) családjába és a szakállaspapagáj-formák (Psittaculinae) alcsaládjába tartozó nem. Egyes források az átsorolást még nem fogadták el, és a Psittacula nembe sorolják ezeket a fajokat.

## Rendszerezésük
A nembe az alábbi fajok tartoznak:
- Mauritiusi sándorpapagáj (Alexandrinus eques)
- Rodriguezi sándorpapagáj (Alexandrinus exsul) - kihalt
- Kis sándorpapagáj (Alexandrinus krameri)

## Forrás
- Hivatalos magyar neve